# Otto Gebler
Otto Gebler (* 18. September 1838 in Dresden; † 30. Januar 1917 in München) war ein deutscher Tiermaler.

## Werdegang

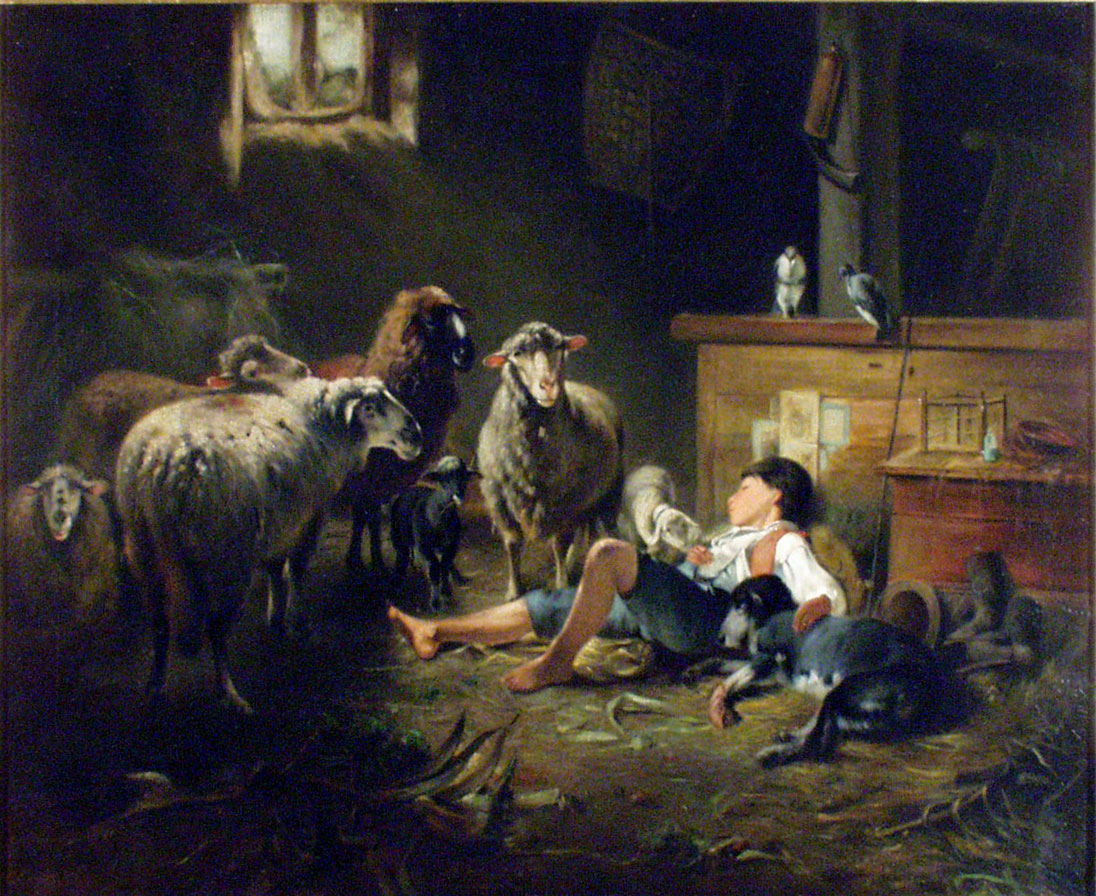
Schäferjunge

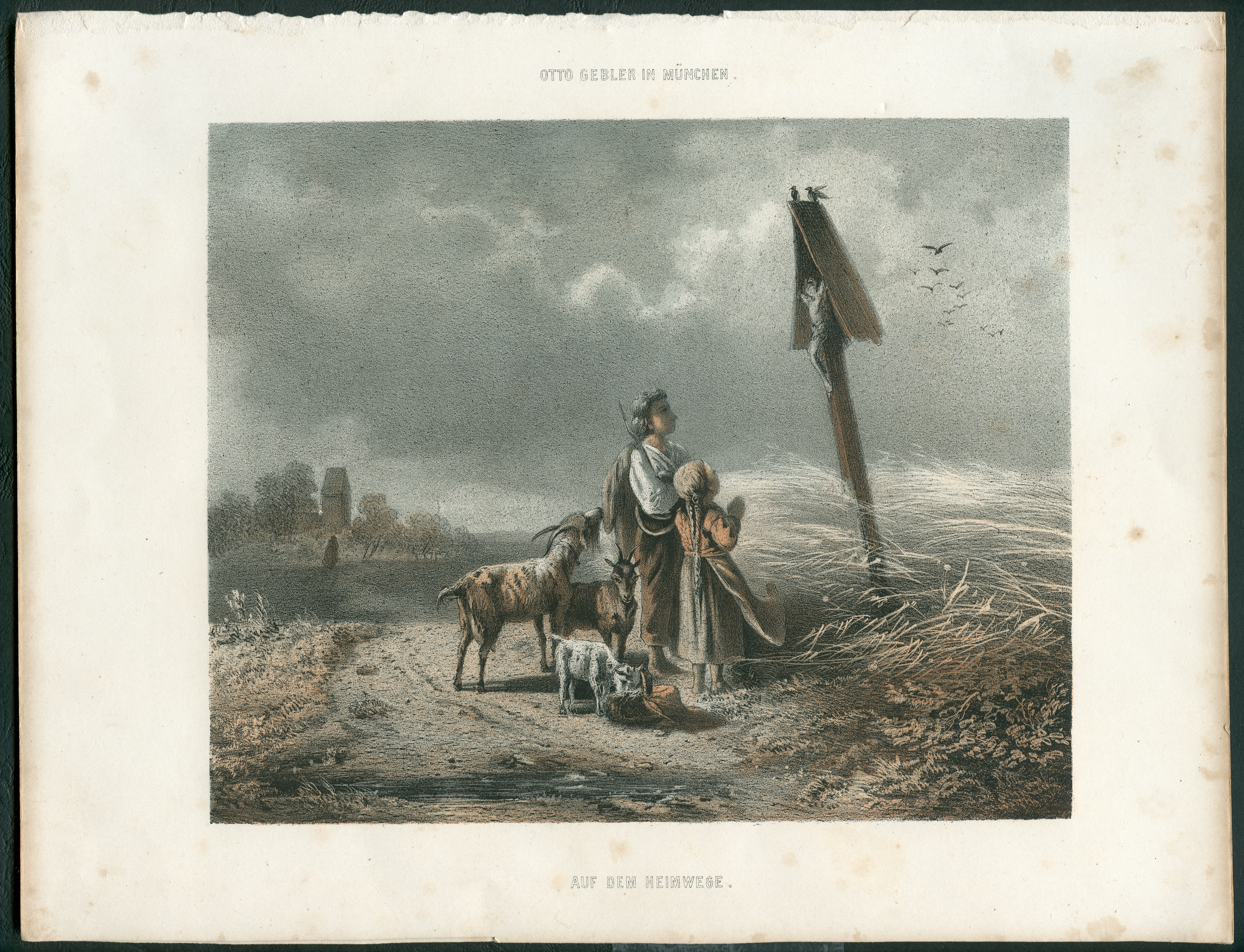
„Otto Gebler in München“: Auf dem Heimwege, hier mit Schafen. Lithographie auf einem Karton-Ausriss aus einem bisher unidentifizierten Buch

Otto Gebler studierte die Malerei zuerst auf der Akademie seiner Vaterstadt und dann auf der Münchener, wo er sich besonders an Karl Theodor von Piloty anschloss. Er machte in erster Linie das Schaf zum Gegenstand seines Studiums und erreichte bald in der Charakteristik dieses Tieres eine solche Fertigkeit, dass er, unterstützt durch ein saftiges, glänzendes Kolorit, dem bis dahin als unübertreffliche Spezialität betrachteten norddeutschen Schafmaler Brendel gleichkam. Er hat die Schafe zu Objekten physiognomischer Studien gemacht und entfaltet in der Wiedergabe der Typen eine erstaunliche Vielseitigkeit.

## Werke
Seine Hauptbilder sind:
- Widerspenstige Schafe
- Der gestörte Hausfriede
- Heimkehrende Schafherde (1870)
- Ruhende Schafe am Waldsaum
- Die Kunstkritiker im Stall (1873)
- Schafe vor der Staffelei eines Malers, in der Berliner Nationalgalerie
- Der Besuch im Stall
- Heimkehr durchs Wasser
- Zwei Wilderer

### Ausgezeichnete Werke
Für das Bild Schafe vor der Staffelei eines Malers erhielt er 1874 die kleine goldene Medaille der Berliner Ausstellung.
In den letzten Jahren erweiterte er sein malerisches Spektrum auf die Darstellung von Hunden. Ein derartiges Bild, Reinekes Ende (Fuchs und drei Dachshunde), wurde auf der internationalen Ausstellung in München durch eine zweite Medaille ausgezeichnet und für die dortige Pinakothek angekauft.